# Холодок лікарський
Холодо́к ліка́рський, або спа́ржа, шпара́ги (Asparagus officinalis) — багаторічна рослина родини холодкових. Поширена овочева культура в країнах західного світу, в Україні зростає здебільшого як бур'ян, використовується у народній медицині як сечогінний засіб. В їжу вживають варені молоді пагони культивованої рослини, багаті на білкові речовини (бл. 2 %) вітаміни (А, В1, В2, С).

## Етимологія
Ця рослина має багато наукових і вернакулярних назв. Серед наукових, окрім основної назви, зафіксовані такі: холодо́к звича́йний, спаржа лікарська, аспара́гус садо́вий. Крім того, до цього таксону наразі зараховують холодо́к рясноли́стий, або холодо́к багатоли́стий (Asparagus polyphyllus), який раніше вважали окремим видом.
Перелічені назви поза науковою і науково-популярною літературою практично не вживають, натомість, в побуті основною назвою цієї рослини є спа́ржа. На Західній Україні переважають такі назви як ш(с)пара́г, шпара́га, шпара́г(ґ)и, а також менш уживані форми — спара́г сні́дний, шпара́ґ ужи́точний, ш(с)пара́ґус, шпара́ґус городо́вий, шпа́рга, шпараш. Значно рідше трапляється оригінальна латинська назва аспара́гус, що походить від грец. asparagos. Серед рідкісних назв цієї рослини такі як: аснок, борода́ козя́ча, варнак, вітрець, глазки заячі, козеле́ць, козельці, мушка, пестик, підчос, споришки. Окрему групу становлять назви, що вказують на зв'язок з холодом, — холодець, холодок, часто з прикладкою во́в(ча)чий, за́ячий. Однак походження цих термінів, як і назв попередньої групи, не з'ясоване. Назви со́сонка і хвощ польови́й вказують на схожість дрібнолистих пагонів спаржі з польовим хвощем, чия народна назва «сосонка», в свою чергу, надана рослині за схожість з голчастими пагонами сосни. Назви коти́поле, перекотиполе, перекотичник обумовлені будовою наземної частини холодку лікарського, сухе бадилля якого нагадує рослини штибу перекотиполе.

## Опис

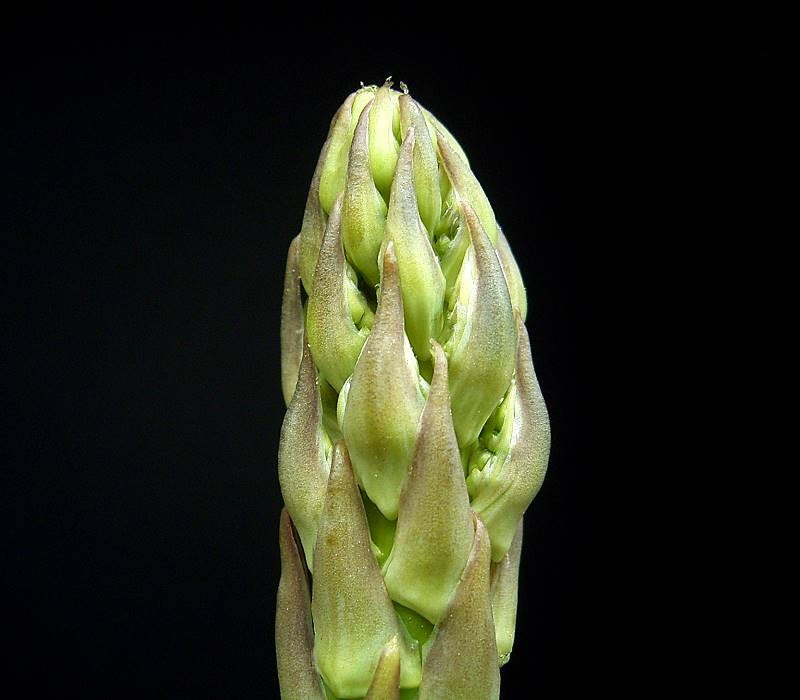
Молода верхівка рослини

Багаторічна трав'яниста рослина. Стебла високі, іноді досягають 1,5 м заввишки, розгалужені, блідо-зелені. Гілочки тоненькі, вкриті пучками зелених голочок, що нагадують листки. Невеличкі дзвоникоподібні квітки білого кольору виходять з кутів лускатих листочків.
Рослини дводомні. Кореневище товсте, буре, з кількома стеблами. Плід — кругла ягода, спочатку зелена, а при достиганні стає яскраво-червоною. Цвіте в червні-липні, плоди достигають у кінці серпня-вересня.
Рослина поширена на узліссях, вологих луках, схилах річок, пагорбах, сонячних галявинах. У період достигання плодів рослина надзвичайно декоративна.

## Хімічний склад
У спаржі лікарській знайдено цукор (близько 36 %), жирну олію (близько 16 %), білки, сліди алкалоїдів, ретинол, тіамін, рибофлавін, аскорбінову кислоту, ніацин, мінеральні солі, а також аспаргін, сапоніни, капсантин, фізамін. Аспаргін — амід аспаргілової кислоти, який входить до складу тваринних і рослинних білків. Бере участь у синтезі сечовини й піримідонових основ, переамінуванні амінокислот та знешкодженні аміаку.

## Застосування

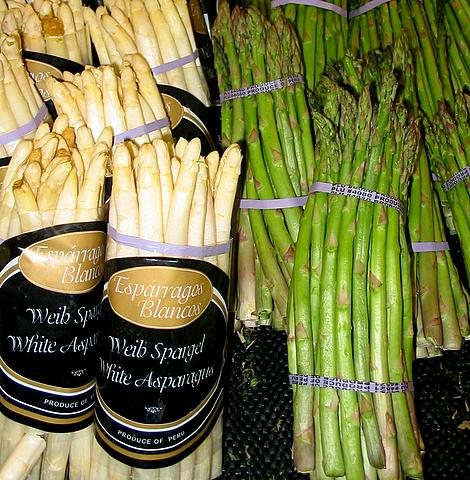
Біла і зелена спаржа.

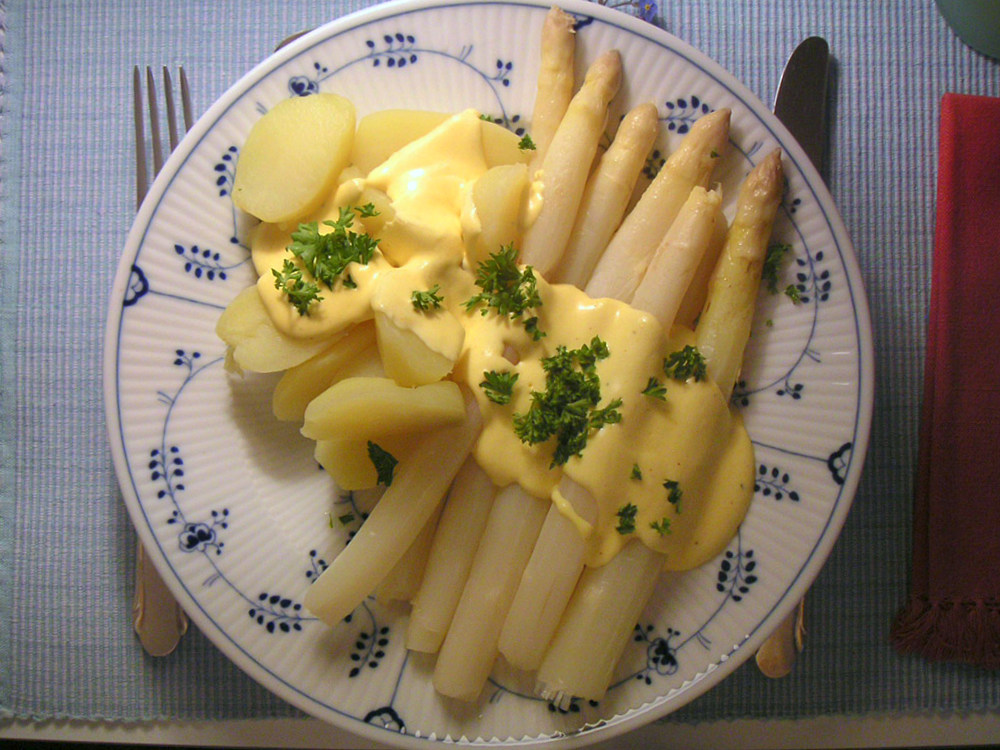
Спаржа, подана з картоплею і голландським соусом.

### У харчуванні
Молоді пагони ще 4000 років тому у Стародавньому Єгипті застосовували у харчуванні як вишукану городину. У Стародавніх Греції та Римі спаржа також вважалася делікатесним продуктом і лікувальною рослиною. Культивувати холодок почали у Франції в XV—XVI ст.
У наш час населення Європи залюбки споживає молоді м'ясисті білуваті паростки спаржі, що ранньої весни відходять від кореневищ. Використовують і молоді гілочки рослини для приготування салатів, як сечогінний, апетитний і вітамінний засіб, корисний при зниженій секреції шлунку.
Спаржа відома в багатьох різновидах, серед яких основними є біла та зелена спаржа. В їжу використовують молоді пагони стебла рослини. Найкращі сорти спаржі повинні мати товсті, не грубі і не довгі (15-16 см) пагони.
Відварені у солоній воді паростки йдуть на приготування найрізноманітніших страв. Білу спаржу використовують головним чином для приготування з неї страв з різними соусами. Велику зелену спаржу готують так само, як і білу, а дрібну застосовують як гарнір. Найчастіше паростки готують як цвітну капусту, обсмажуючи в сухарях на коров'ячому маслі. Також їх маринують, консервують, солять. З ягід отримують насіння, що дає 15 % жовтої жирної олії, яка відзначається приємним смаком та чудовим ароматом. Насіння також обсмажують та використовують як замінник кави.

### У медицині
У народній медицині препарати спаржі лікарської застосовують як сечогінний засіб, при серцевій недостатності, хворобах печінки, нирково-кам'яній хворобі.
Аспаргін, що є основним дійовим чинником спаржі лікарської, знижує артеріальний тиск, активізує сечовиділення, поліпшує функцію печінки, тонізує серцевий м'яз.
Найчастіше вживають настій сухих або свіжих кореневищ.
Беруть одну столову ложку подрібнених кореневищ, заливають 1 склянкою окропу і настоюють у теплому місці (у духовці, на водяній бані) 4 год. Приймають по 1 столовій ложці 5 разів протягом доби.
При запальних процесах у нирках та сечовому міхурі, а також при ниркових та серцевих набряках застосовують кореневище спаржі і молоді верхівки рослин у суміші з вересом звичайним, буквицею лікарською, цмином пісковим, материнкою звичайною, квітками глоду колючого у співвідношенні 1 : 2 : 1 : 2 : 2 : 3 : 2. Беруть 2 столові ложки суміші, заливають 1 склянкою окропу, настоюють не менше 4 год. Хворі вживають по 1—2 столові ложки 4—5 разів на добу. Екстракт спаржі має значно сильнішу сечогінну дію та знижує артеріальний тиск на триваліший період, ніж аспаргін. Препарати спаржі, маючи сечогінну дію, не порушують фільтрації сечі в нирках.
У китайській медицині плоди спаржі використовують при лікуванні подагри, ревматизму, діабету, коклюшу, імпотенції. Збирають цілком достиглі плоди і сушать. Беруть 1 чайну ложку плодів, заливають 1 склянкою окропу і настоюють у духовці 6—8 год. Приймають настій по 1 столовій ложці 3—4 рази на добу за 30 хв до їжі.

## Поширення

### Природний ареал
- Африка
  - Північна Африка: Алжир; Марокко; Туніс
- Азія
  - Кавказ: Вірменія; Азербайджан; Грузія; Російська Федерація — Дагестан; Передкавказзя
  - Китай — Синьцзян
  - Середня Азія: Казахстан
  - Монголія: Монголія
  - Сибір: Республіка Алтай, Хакасія, Алтайський край, Красноярський край, Курганська область, Новосибірська область, Омська область, Тюменська область
  - Західна Азія: Афганістан; Іран; Ліван; Сирія; Туреччина
- Європа
  - Східна Європа: Білорусь; Молдова; Україна
  - Середня Європа: Австрія; Бельгія; Чехословаччина; Німеччина; Угорщина; Нідерланди; Польща; Швейцарія
  - Північна Європа: Данія
  - Південно-Східна Європа: Албанія; Болгарія; країни колишньої Югославії; Греція; Італія; Румунія
  - Південно-Західна Європа: Франція; Португалія; Іспанія

### Натуралізація
- Австралазія
  - Австралія
  - Нова Зеландія
- Європа
  - Східна Європа: Естонія; Латвія; Литва; Російська Федерація — європейська частина
  - Північна Європа: Фінляндія; Норвегія; Швеція
- Північна Америка
  - Канада; Сполучені Штати Америки
- Південна Америка
  - Аргентина; Уругвай; Болівія; Еквадор — Галапагоські острови

## Галерея

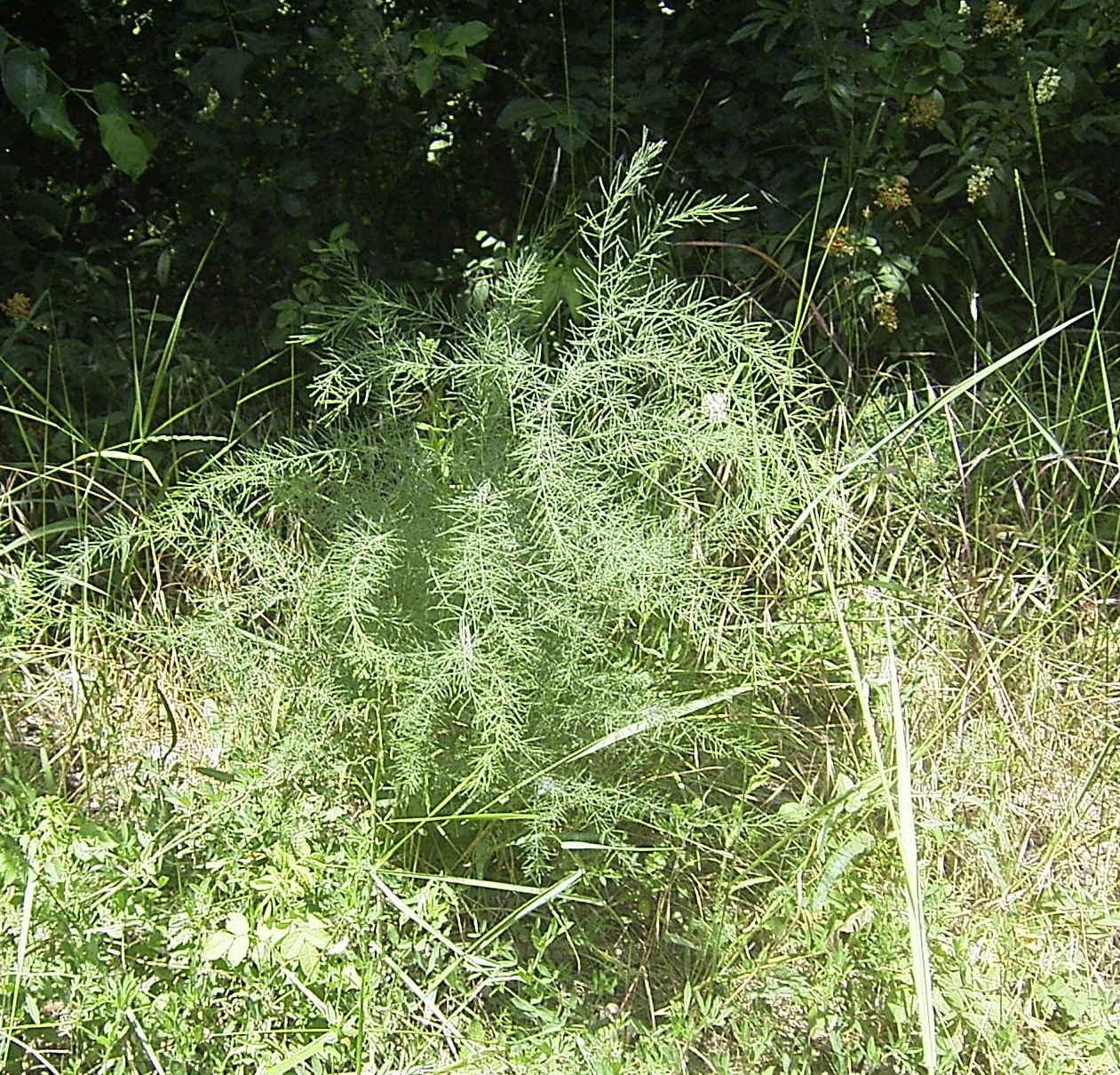
Доросла рослина з плодамиДоросла рослина
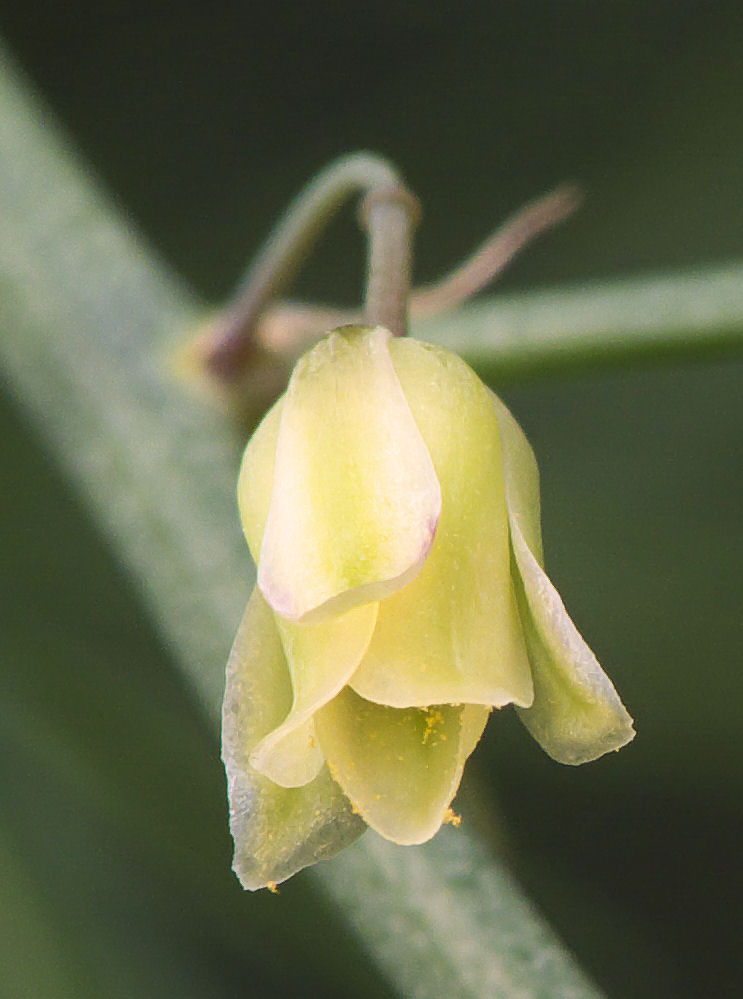
Квітка
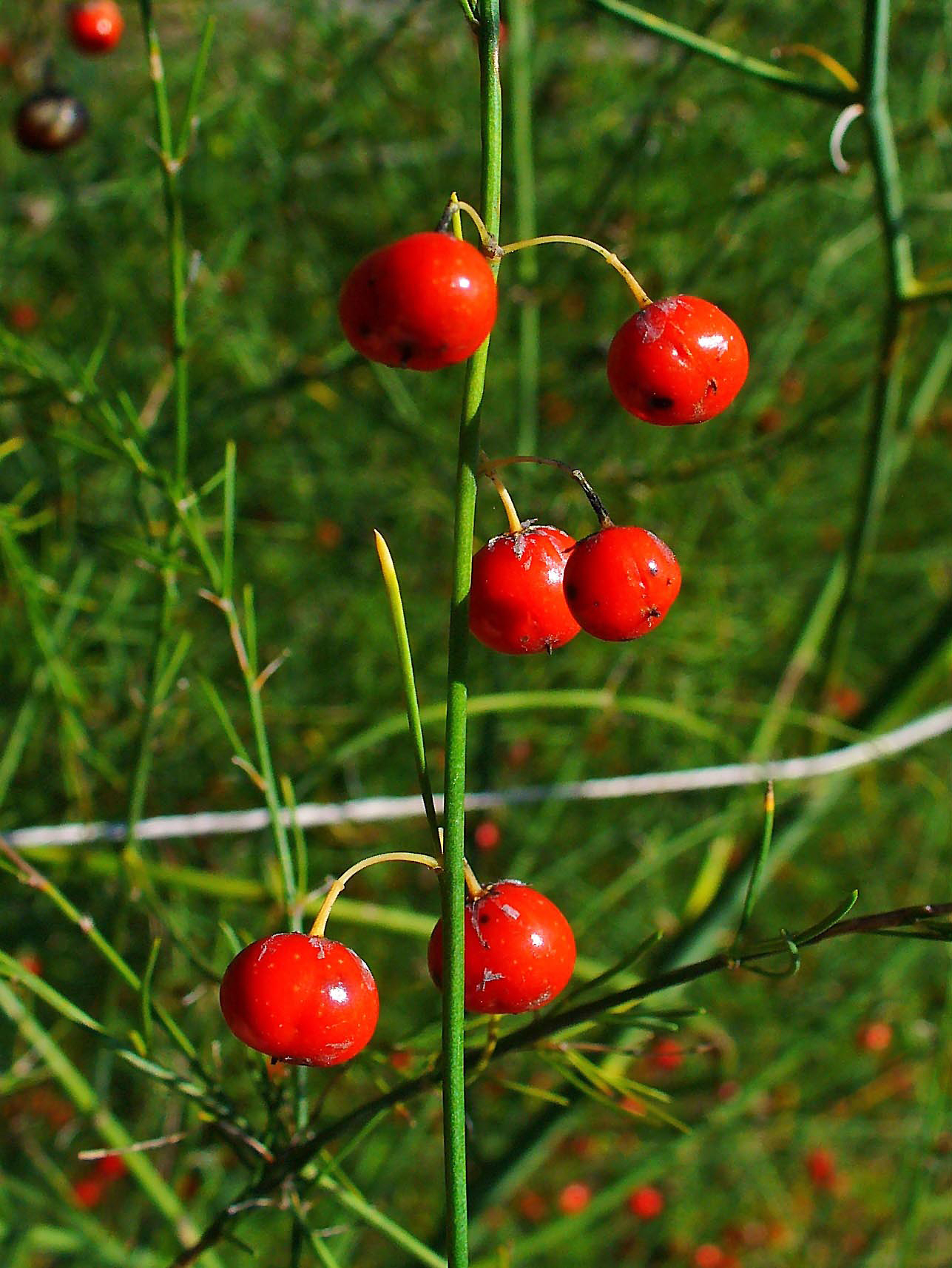
Ягоди
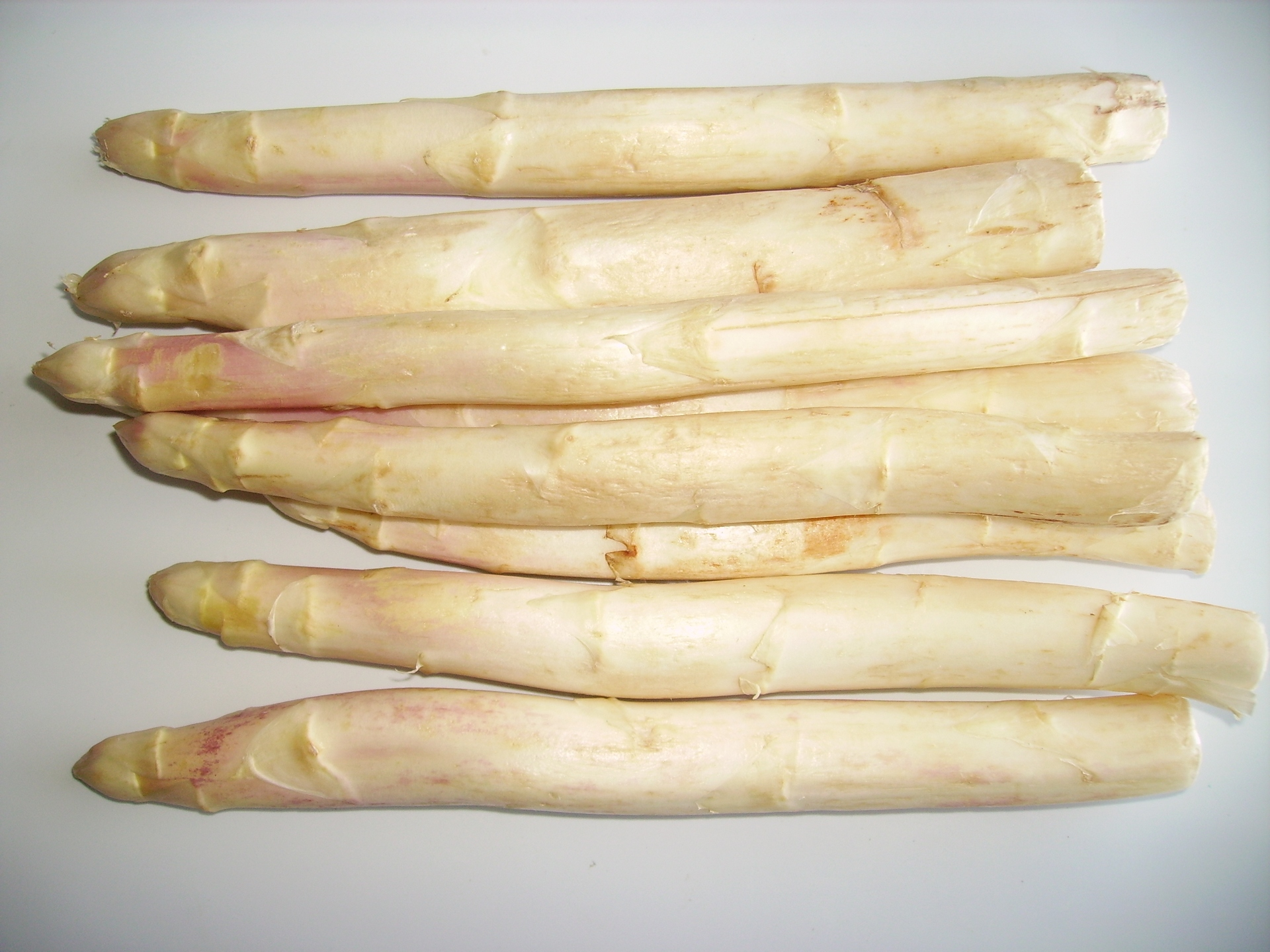
Пагони спаржі
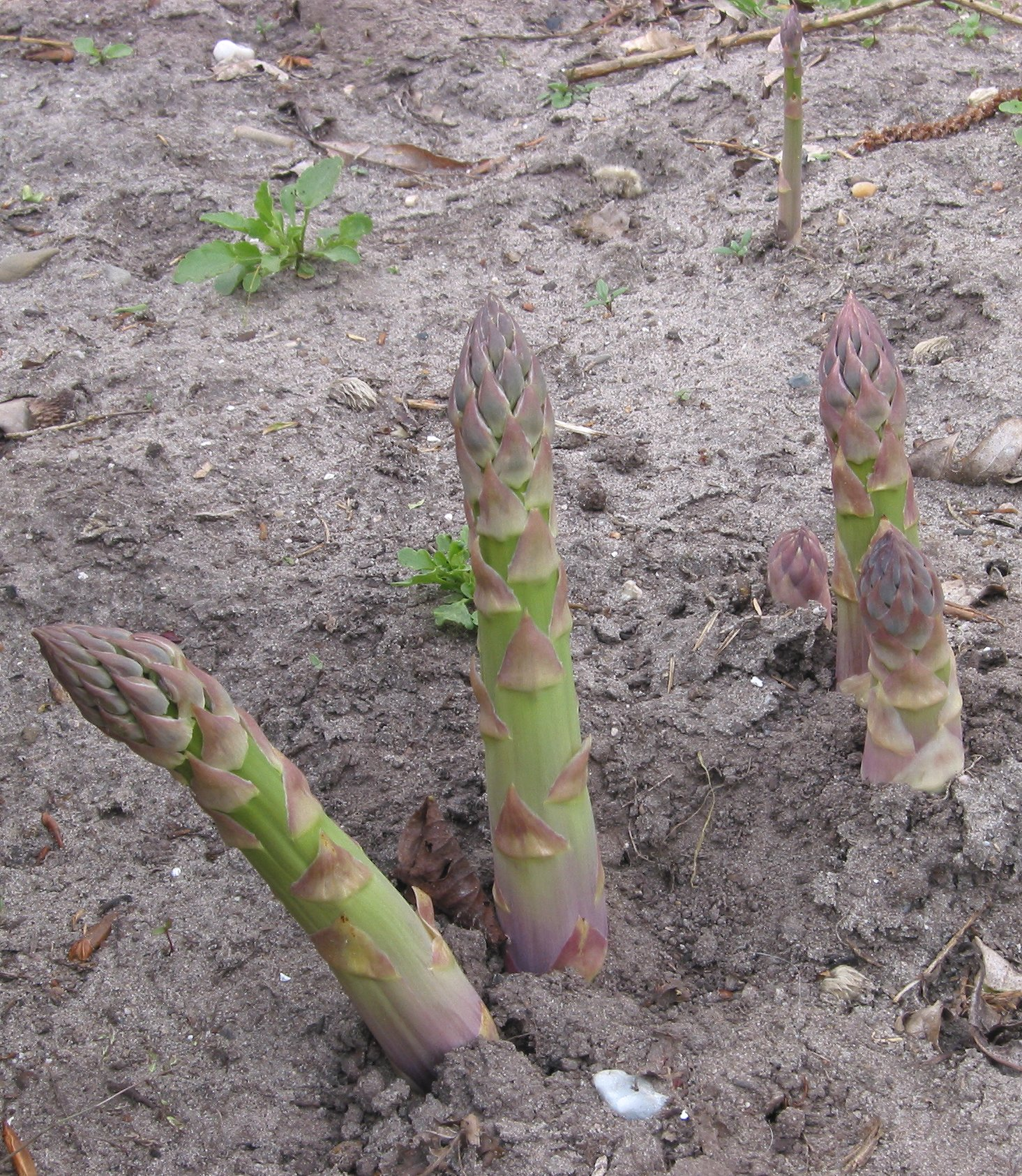
Молоді пагони
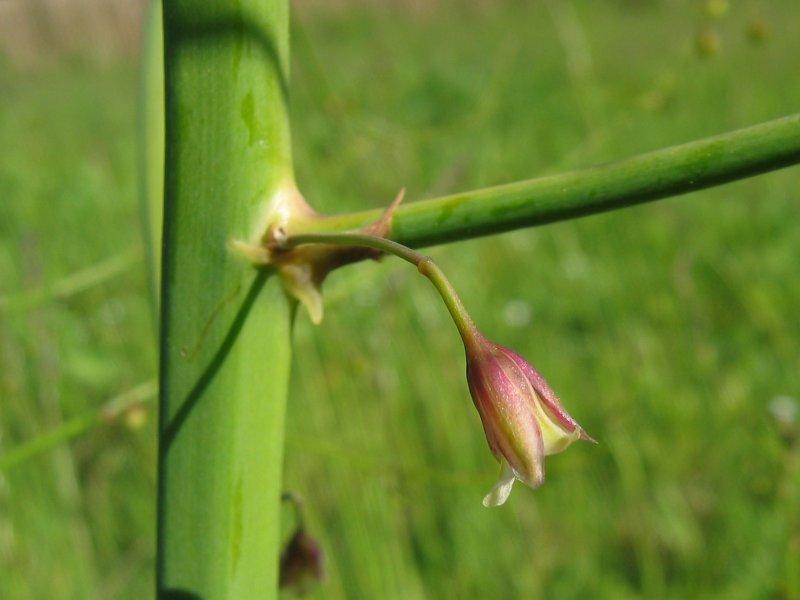
Квітка
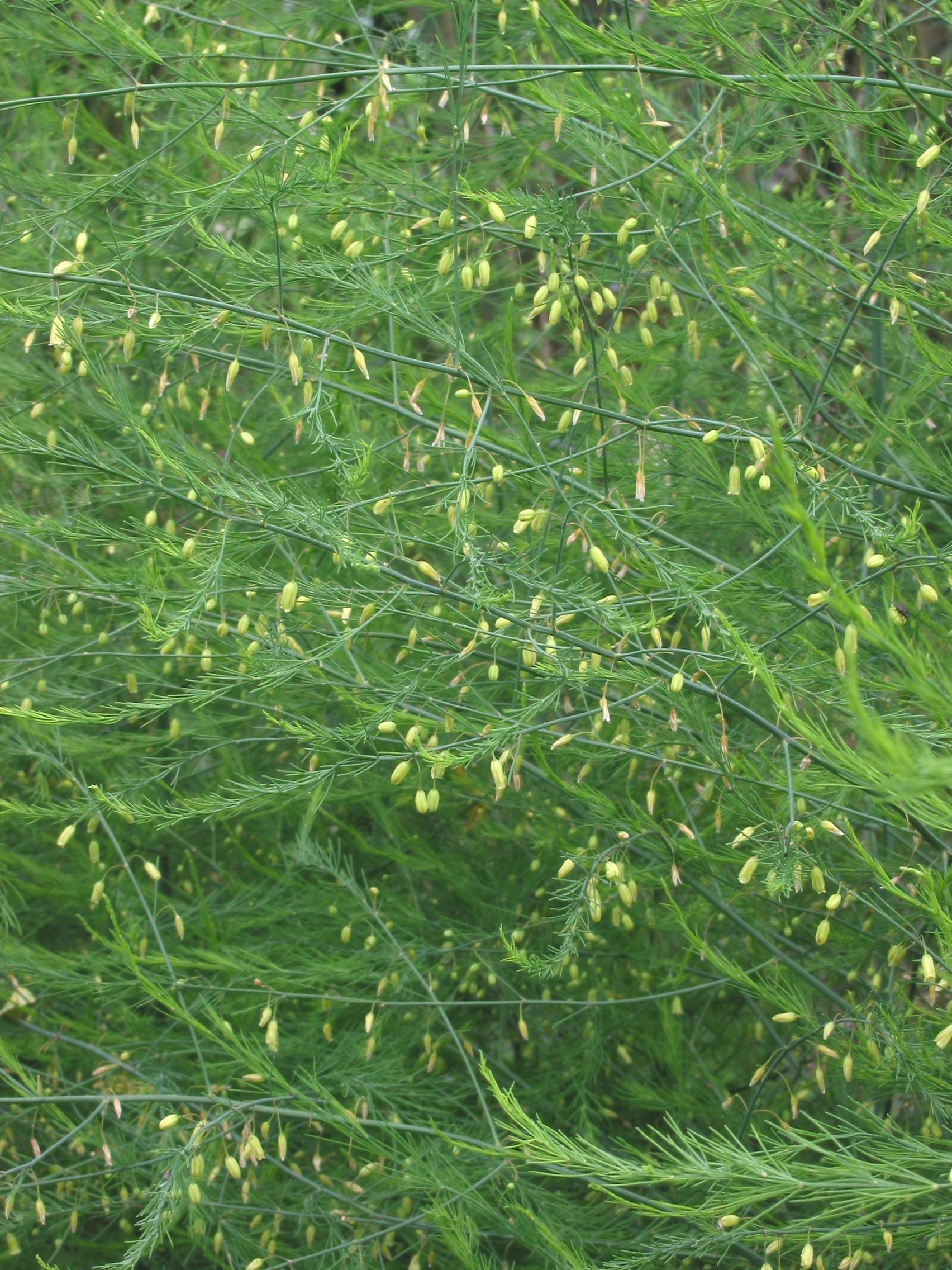
Верхня частина рослини під час цвітіння
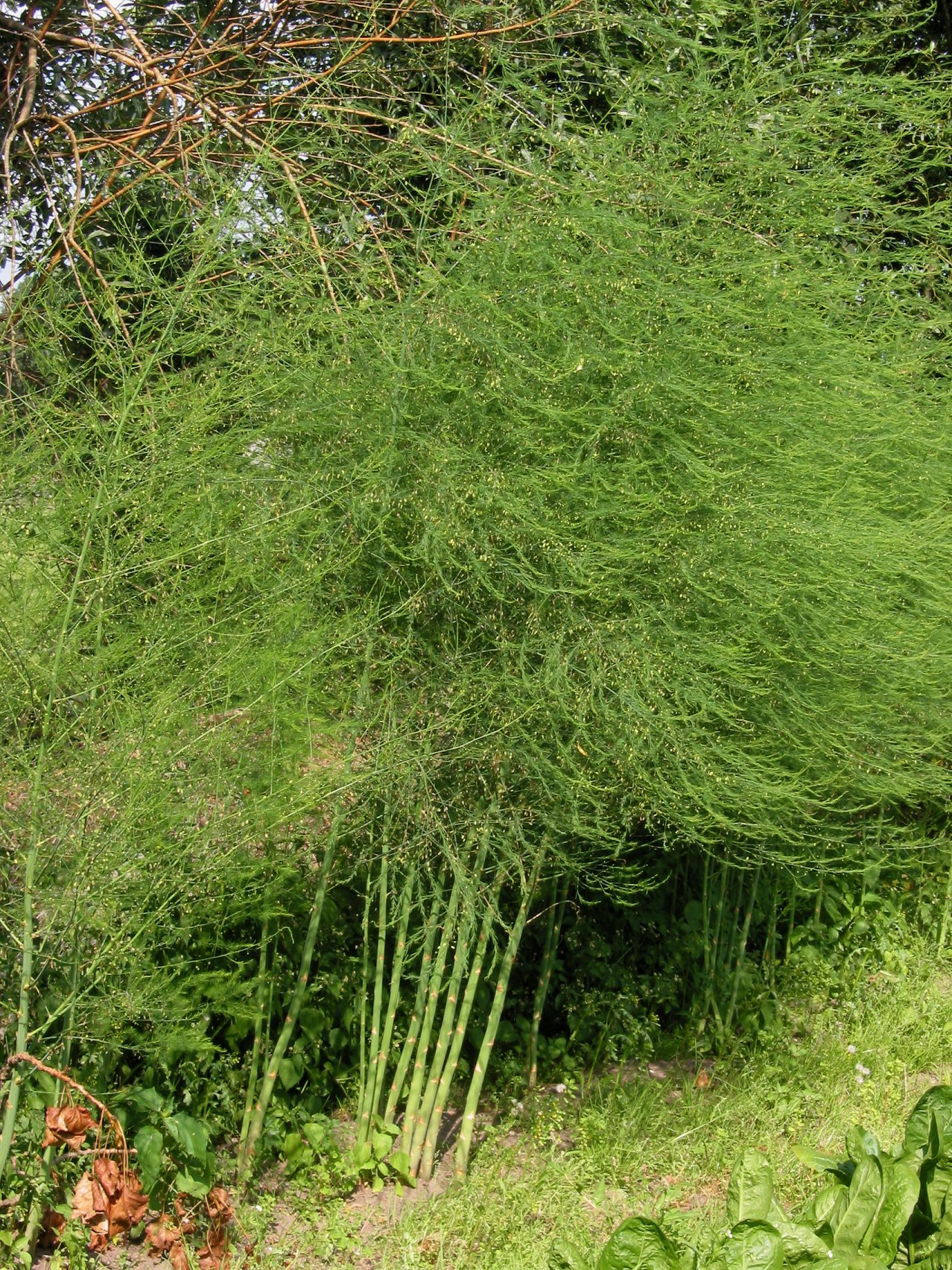
Спаржа лікарська
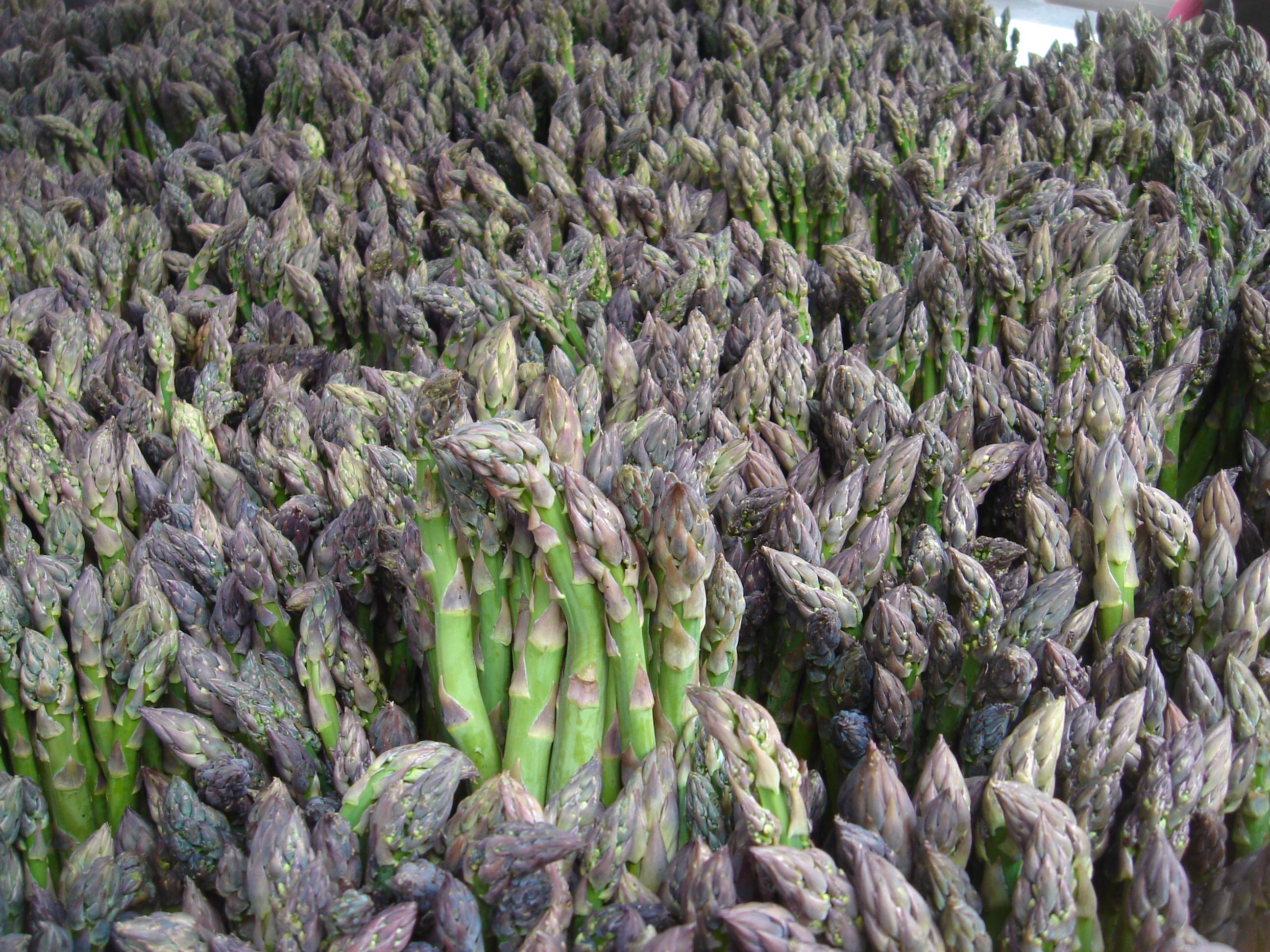
Зелена спаржа на продаж у Нью-Йорку
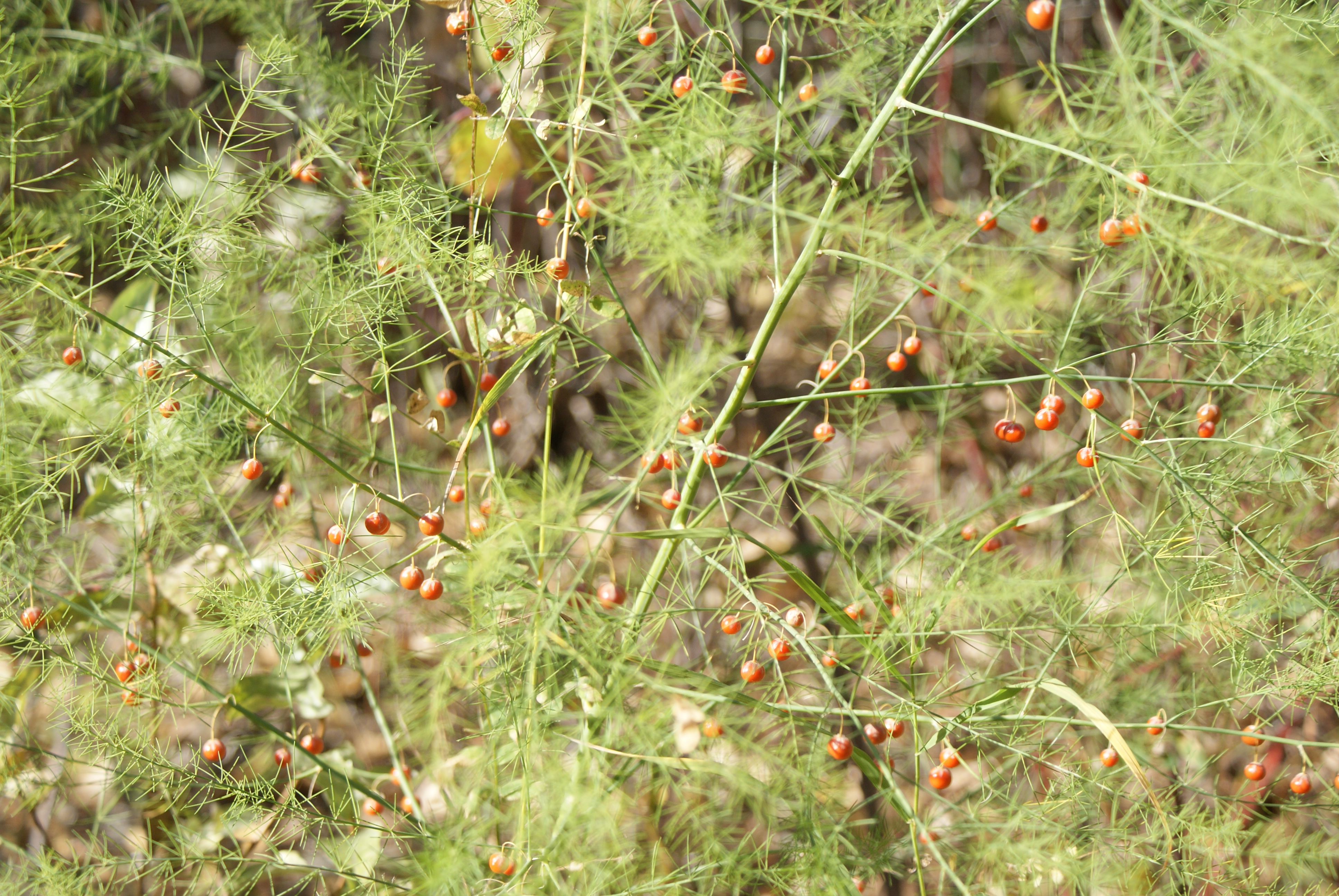
Зріла спаржа з насінням. (провінція Саскачеван, Канада)